# Juan María Aguilar Calvo
Juan María Aguilar Calvo (Carmona, 10 de març de 1891 - Panamà, 11 d'agost de 1948) va ser un jurista, historiador catedràtic i polític republicà andalús.
Fill d'una família de pagesos i ramaders, després de cursar els estudis elementals a Carmona i batxiller a Sevilla, les seves qualificacions li van permetre accedir a la Universitat de Sevilla on va acabar llicenciant-se en Filosofia i Lletres (Història) i Dret, amb premi extraordinari de finalització de carrera en la dues, especialitzant-se en història d'Amèrica. Després va obtenir el doctorat en ambdues carreres a la Universitat Central de Madrid. Va ampliar estudis a França i es va incorporar a la Universitat Literària de Sevilla com a professor agregat sense sou, per ser destinat més tard a Madrid. Després de presentar-se a les càtedres de diferents universitats, es va incorporar a la universitat sevillana, ja amb retribució, com a professor auxiliar d'Història d'Espanya, fins que va obtenir la càtedra, i d'història del Dret. Va formar part del Centre d'Estudis d'Història d'Amèrica i va dirigir la comissió redactora de l'obra Historia del Pueblo Español. Durant els seus anys com a catedràtic a Espanya va impartir conferències en diferents universitats europees. Va ser membre de l'Ateneo de Madrid i del de Sevilla.
Ja en la Segona República va ser un actiu polític vinculat a Manuel Azaña i va formar part del grup sevillà que va impulsar la Agrupación al Servicio de la República. En produir-se la sanjurjada el 1932, va formar part del Comitè de Salut Pública, òrgan de govern sevillà que es va oposar als revoltats. Després es va incorporar a Acció Republicana, presidint-la a Sevilla i més tard va formar part d'Izquierda Republicana. Dins de la candidatura del Front Popular, va obtenir l'acta de diputat a Corts a les eleccions generals de 1936 per la circumscripció de la ciutat de Sevilla.
Amb el cop d'estat del 18 de juliol de 1936 va poder fugir de la persecució dels revoltats en els primers dies de la Guerra Civil en trobar-se a Madrid. El mes anterior al cop d'estat, Aguilar havia sofert un atemptat amb bomba a la seva casa de Sevilla, resultant il·lès. La Comissió d'Ensenyament de la Junta Tècnica de l'Estat, òrgan de govern dels revoltats, va suspendre les seves funcions i el 1939 el va desposseir de les càtedres i ordenà processar-lo. Durant la guerra va seguir fent classes universitàries a la zona republicana (Universitat de València i de Barcelona), va assistir al Congrés Internacional d'Història celebrat a Zúric i va ser sotssecretari d'Instrucció Pública i Belles arts. A l'inici de 1939 va marxar a França i des d'allí es va exiliar a Colòmbia, romanent fins a 1940 a Bogotà, on va fer classes. Aquest any va marxar a l'exili a Panamà, on es va establir definitivament i continuà com a professor d'història a la seva universitat. Al mateix temps va desenvolupar la seva tasca docent en la República Dominicana, en la universitat de la qual va ser col·laborador habitual, així com a Veneçuela, El Salvador, Costa Rica i Xile. Va mantenir la seva activitat política, participant en les reunions de les corts republicanes en l'exili en Mèxic. La seva especialització en la història d'Amèrica li va permetre aprofundir en la història de Panamà i és considerat el pare de la historiografia en aquest país. Una de les aules de la universitat panamenya porta el seu nom.